# Місто середини світу
Місто Середини Світу (ісп. Ciudad Mitad del Mundo, трансліт. Сіудад Мітад-дель-Мундо) — це ділянка землі, що належить префектурі провінції Пічинча в Еквадорі. Вона розташована в парафії Сан-Антоніо, кантон Кіто, за 26 км на північ від центру Кіто. На території комплексу розташований Монумент Екватора, який позначає приблизне розташування екватора (на честь якого й названо країну) та вшановує франко-іспанську геодезичну експедицію XVIII століття, яка визначила його орієнтовне місце розташування. Тут також знаходиться Етнографічний музей Мітад-дель-Мундо — музей, присвячений етнографії корінних народів Еквадору.
Монумент заввишки 30 метрів (98 футів) був збудований у період з 1979 по 1982 роки архітектором і підрядником Альфредо Фабіаном Паесом у співпраці з Карлосом Манчено, тодішнім президентом Провінційної ради Пічинчі, і став заміною старішого та меншого за розмірами монумента, спорудженого урядом Еквадору під керівництвом географа Луїса Туфіньо у 1936 році. Монумент виготовлений із заліза та бетону й облицьований відшліфованим андезитовим каменем. Його побудували для вшанування Першої геодезичної місії Французької академії наук, яку очолювали Луї Ґоден, П'єр Бугер і Шарль Марі де Ла Кондамін. У 1736 році вони провели експерименти для визначення ступеня стиснення Землі біля полюсів, порівнюючи довжину одного градуса меридіана в екваторіальній зоні з аналогічним вимірюванням у Швеції. Старий монумент згодом перенесли на 7 км (4,3 милі) — до селища Калакалі, що неподалік.
На цій же території також розміщується колишня штаб-квартира Союзу південноамериканських націй, однак вона більше не використовується після виходу Еквадору з організації у 2019 році. Всупереч поширеній думці, точно на екваторі розташовані лише два об'єкти, що становлять інтерес: археологічна пам'ятка Катекілья та сонячний годинник Кітсато.

## Французька геодезична місія

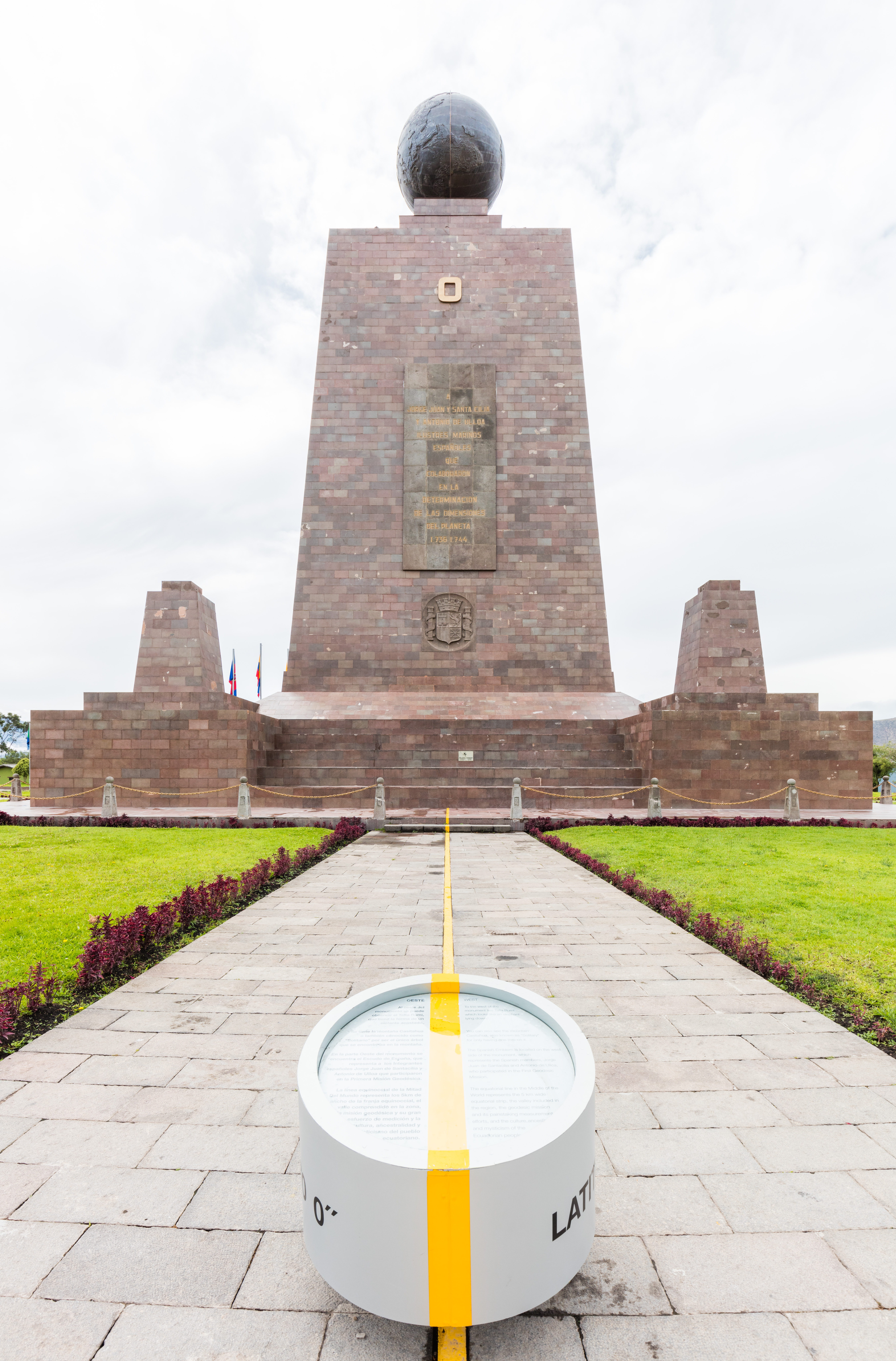
Жовта лінія розділяє 2 півкулі

Розташування екваторіальної лінії визначили під час експедиції 1736 року, відомої як Французька геодезична місія. Хоча дослідження згодом дозволили точніше визначити форму та розміри Землі, астрономи, які брали участь в експедиції, не врахували можливість того, що на цих «екваторіальних» землях протягом сотень років існували високорозвинені географічні досягнення. Поки вчені намагалися виміряти довжину одного градуса широти в цій частині планети, неподалік від місця, де вони вважали, що проходить екватор, виявлено руїни різних типів, побудовані культурою Кіту-Кара. Згодом стало відомо, що «Геодезична місія» помилилася в точних координатах проходження лінії екватора — їхні вимірювання справді підтвердили, що Земля сплюснута біля полюсів, а не витягнута (як яйце), однак визначення місця екватора було неточним — з похибкою в 240 метрів (790 футів). Залишки руїн Катекільї, виявлені під час експедиції між 1735 і 1745 роками, насправді розташовані точно на широті 0 (0°0′0″N 78°25′43″W), тобто в точці, де екватор перетинає Землю.
У 1935 році уряд Еквадору звів десятиметровий монумент на честь французької експедиції під керівництвом місцевого географа Луїса Гудіно. У 1972 році цей монумент замінили на новий, тридцятиметровий під назвою ісп. Ciudad Mitad del Mundo, трансліт. Сіудад Мітад-дель-Мундо, дос. «Місто Середини Світу».

## Розбіжність у розташуванні екватора

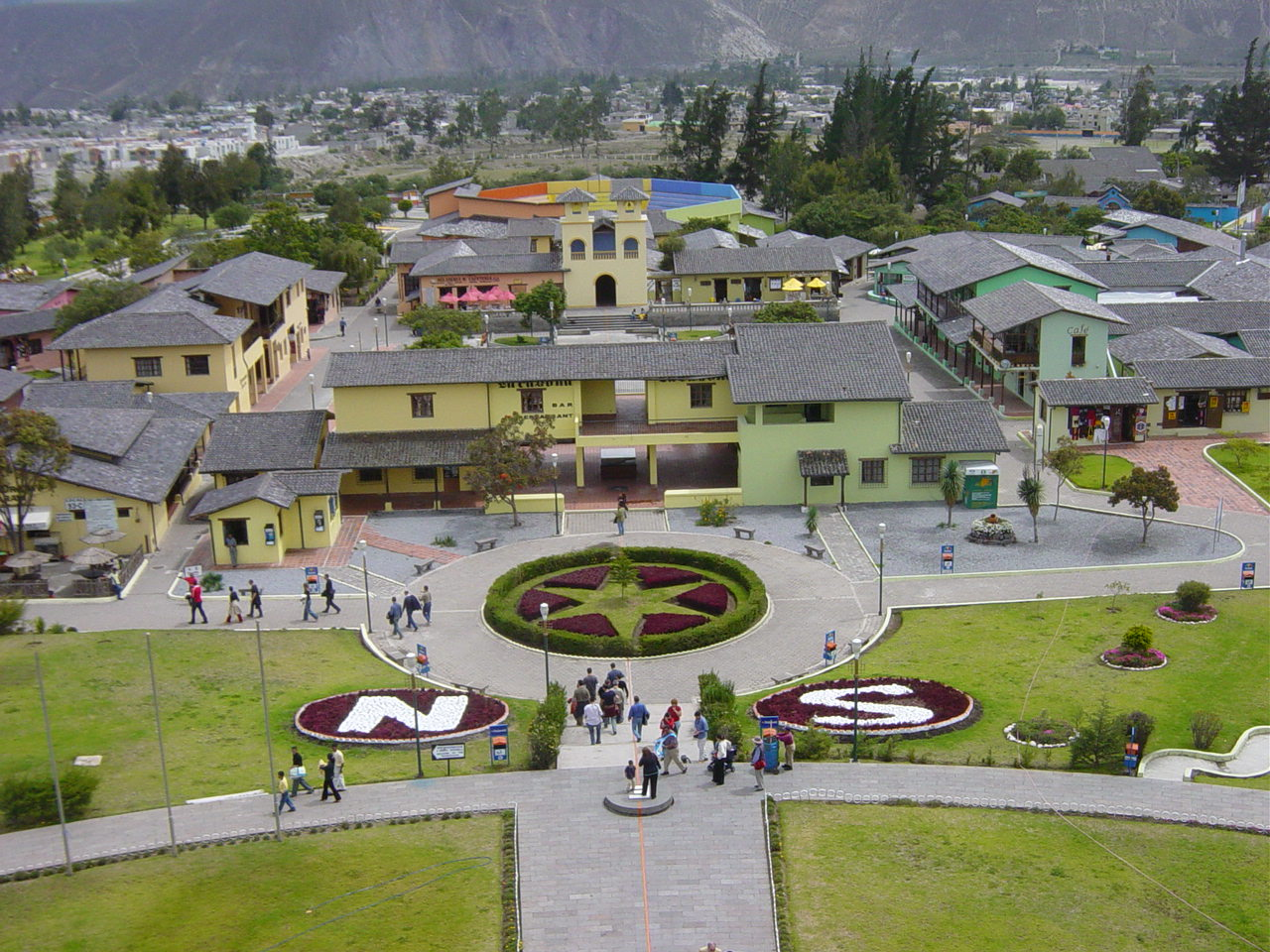
Сіудад Мітад-дель-Мундо з тераси на висоті 30 метрів на вершині монумента

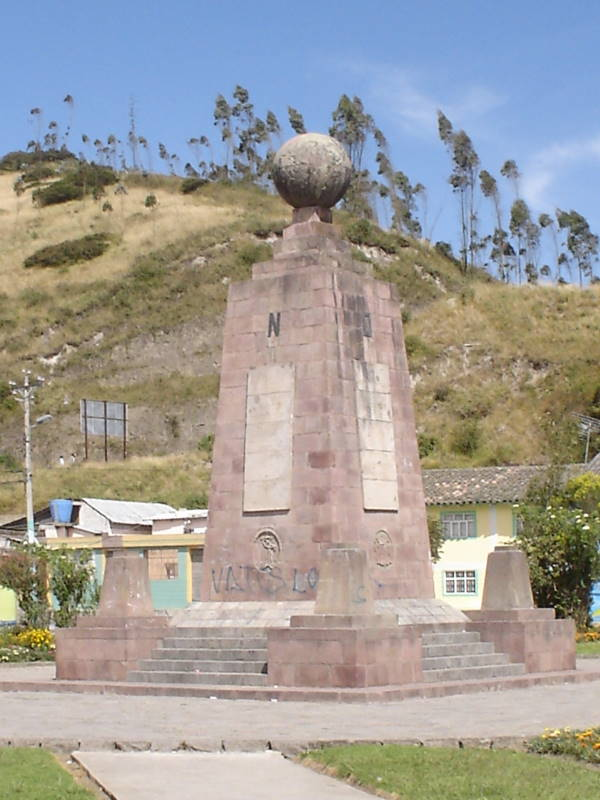
Перший монумент в Калакалі

На основі даних, отриманих Луїсом Туфіньо, вважалося, що екватор проходить саме через два згадані об'єкти. Однак згідно з вимірюваннями, заснованими на Всесвітній геодезичній системі WGS84, яка використовується в сучасних GPS-пристроях і геоінформаційних системах, екватор насправді проходить приблизно на 240 метрів північніше від позначеної лінії.
Протягом багатьох років незліченна кількість туристів фотографувалася, стоячи по обидва боки лінії, нанесеної по центру сходів, що виходять на схід, і через площу.
Пірамідальний монумент, кожна сторона якого зорієнтована відповідно до сторін світу, увінчаний глобусом діаметром 4,5 метра, який важить 5 тонн. Усередині монумента розміщено невеликий музей, де представлена різноманітна колекція предметів корінної культури Еквадору: одяг, описи різних етнічних груп, приклади їхніх традиційних занять.
Комплекс Сіудад Мітад-дель-Мундо також має інші розваги, зокрема планетарій, мініатюрну модель міста Кіто, а також ресторани. У вихідні дні на Центральній площі комплексу проводяться різноманітні музичні та культурні заходи для туристів. Крім того, на території розташовано багато магазинів із ремеслами місцевого виробництва та кафе, де подають традиційні страви у стилізованому колоніальному містечку.
У 2021 році тут знімалася частина 8 серії 13 сезону програми «Світ навиворіт» про Еквадор, де Дмитро Комаров відвідав пам'ятник, а також «точнішу» версію лінії екватора. Поруч з головним пам'ятником Монумент Екватора Дмитро Комаров та адміністрація Середини Світу підняли прапор України розміром 3×6 метрів.

## Сонячний музей Інтіньян

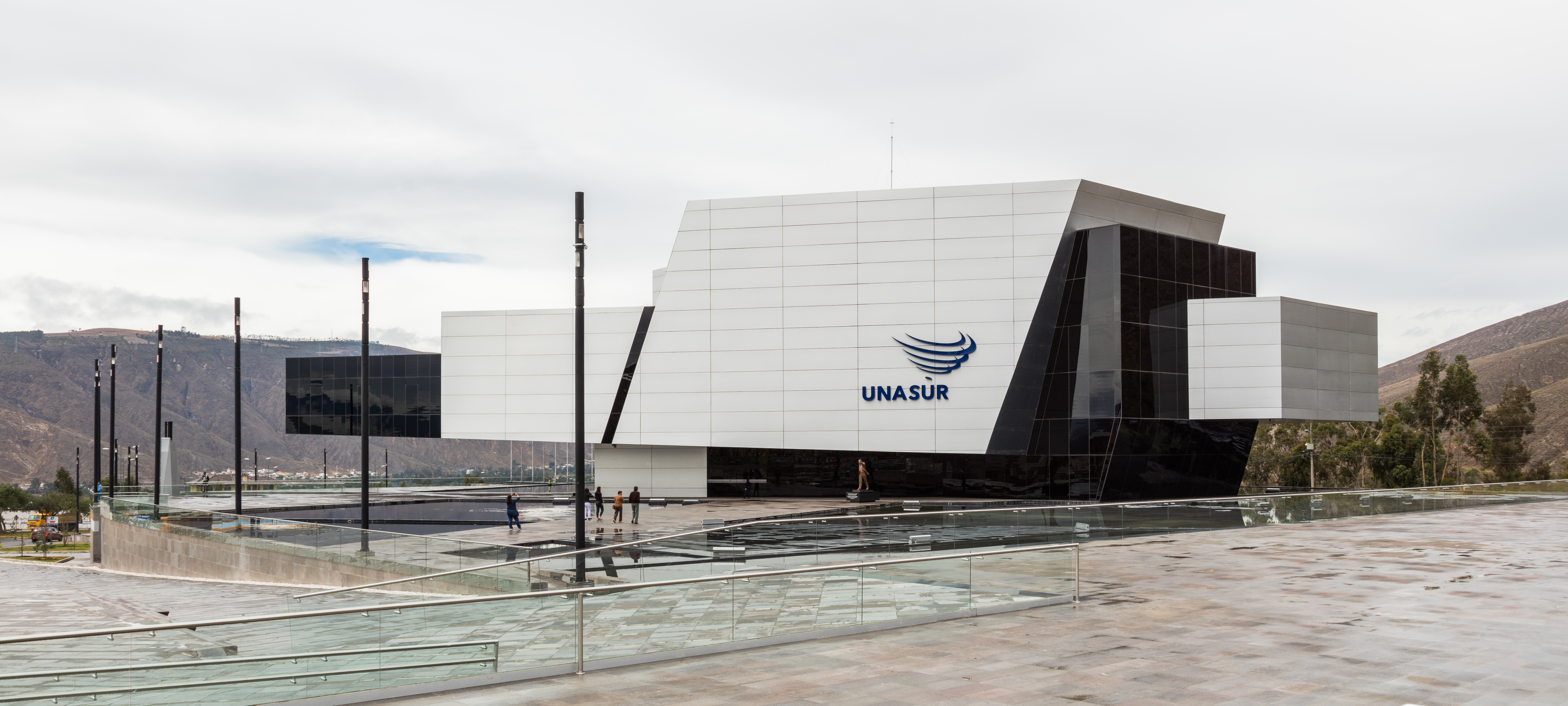
Штаб-квартира Союзу південноамериканських націй

За 200 метрів (660 футів) на північний схід від Етнографічного монумента є приватна місцева атракція, відома як Сонячний музей Інтіньян. Його збудовано з метою позначити екватор, хоча за сучасними вимірюваннями він вже не перебуває на справжній екваторіальній лінії.
Окрім експозицій, присвячених культурі Еквадору, музей переважно приваблює довірливих туристів. Заклад позиціонує себе як місце науково-природничого туризму. Екскурсоводи демонструють різноманітні «трюки», які начебто можливі лише на екваторі — зокрема, як вода у раковині закручується вліво або вправо залежно від напрямку обертання (що пояснюється ефектом Коріоліса). Однак сила Коріоліса не має впливу на напрям стоку води в побутових умовах, оскільки такі масштаби занадто малі, щоб відчувати дію цієї великомасштабної сили. Інший популярний трюк у музеї — балансування яйця на вістрі. Вважається, що це нібито легше зробити на екваторі через наявність локального максимуму магнітного поля. Проте балансування яйця однаково можливе в будь-якій точці Землі та не залежить ні від магнетизму, ні від сили Коріоліса. Також подається демонстрація уявного ослаблення м'язів на екваторі через низьку широту. Це пов'язується з нібито послабленням певних фізичних сил поблизу екватора. Проте багато з демонстрацій та заяв, які роблять екскурсоводи, суперечать одна одній, і деякі гіди самі визнають, що близькість до екватора жодним чином не впливає на подібні експерименти.